# Rio São Bartolomeu
O Rio São Bartolomeu é um rio brasileiro que banha o Distrito Federal, formado a partir da confluência dos Rios Pipiripau e Mestre D'Armas, ambos tributários de águas da Estação Ecológica de Águas Emendadas . É o maior rio do Distrito Federal, com 200 km de extensão e corta o Distrito Federal, no sentido norte-sul. Estudos da UnB mostram que até o final da década de 1980, o São Bartolomeu era a principal reserva de água potável para abastecer a população do Distrito Federal, porém atualmente encontra-se poluído, devido à falta de saneamento básico.